# Епархия Кудугу
Епархия Кудугу (лат. Dioecesis Kuduguensis) — епархия Римско-Католической Церкви с центром в городе Кудугу, Буркина-Фасо. Епархия Кудугу входит в митрополию Уагадугу.

## История
12 июня 1947 года Римский папа Пий XII учредил буллой Quo in Africa апостольскую префектуру Уахигуя, выделив её из епархии Уагадугу.
14 июня 1954 года апостольская префектура Уахигуя была преобразована в апостольский викариат Кудугу. 
14 сентября 1955 года Римский папа Пий XII буллой Dum tantis преобразовал апостольский викариат Кудугу в епархию.
23 июня 1958 года епархия Кудугу передала часть территории для образования епархии Уахигуя.

## Ординарии епархии
- епископ Joseph-Marie-Eugène Bretault (24.10.1947 — 19.11.1965)
- епископ Anthyme Bayala (15.11.1966 — † 3.04.1984)
- епископ Basile Tapsoba (2.07.1984 — 21.05.2011)
- епископ Joachim Ouédraogo (с 4.11.2011)

## Источник
- Annuario Pontificio, Libreria Editrice Vaticana, Città del Vaticano, 2003, ISBN 88-209-7422-3
- Булла Quo in Africa, AAS 39 (1947), p. 606  (лат.)
- Булла Dum tantis, AAS 48 (1956), p. 113  (лат.)